# 多馬日利采縣
多馬日利采縣（捷克語：Okres Domažlice），是捷克的縣份，位於該國西部，由比爾森州負責管轄，首府設於多馬日利采，面積1,123平方公里，2007年人口59,748，人口密度每平方公里52人。
1. ↑  . Public database. Czech Statistical Office.   [2023-05-19]. （原始内容存档于2023-05-19）.
2. ↑  . Czech Statistical Office. 2023-05-23  [2023-10-15]. （原始内容存档于2023-09-28）.